# Morobo
Morobo är ett län (county) i Sydsudan. Det ligger i delstaten Central Equatoria, i den södra delen av landet, 150 kilometer sydväst om huvudstaden Juba.